# Thompson Chan Tam-Sun
Thompson Chan Tam-Sun ou 陳譚新, né le 8 mai 1941, est un ancien arbitre de football hongkongais.

## Carrière
Il arbitra dans des compétitions majeures :
- Coupe du monde de football des moins de 20 ans 1979 (2 matchs)
- Coupe du monde de football de 1982 (1 match)